# Zhemgang (distrikt)
Zhemgang (Dzongkha: གཞལམ་སྒང་རྫོང་ཁག་; Wylie-translitterering: Gzhams-sgang rdzong-khag; tidigare Shemgang) är ett av Bhutans tjugo distrikt (dzongkha). Huvudstaden är Zhemgang. 
Distriktet har cirka 18 636 invånare på en yta av 2 126 km².

## Administrativ indelning
Distriktet är indelat i åtta gewog:
- Bardho Gewog
- Bjoka Gewog
- Goshing Gewog
- Nangkor Gewog
- Ngangla Gewog
- Phangkhar Gewog
- Shingkhar Gewog
- Trong Gewog